# Мирпе
Мирпе́ (фр. Mirepeix) — коммуна во Франции, находится в регионе Аквитания. Департамент — Атлантические Пиренеи. Входит в состав кантона Валле-де-л’Ус и дю Лагуэн. Округ коммуны — По.
Код INSEE коммуны — 64386.

## География

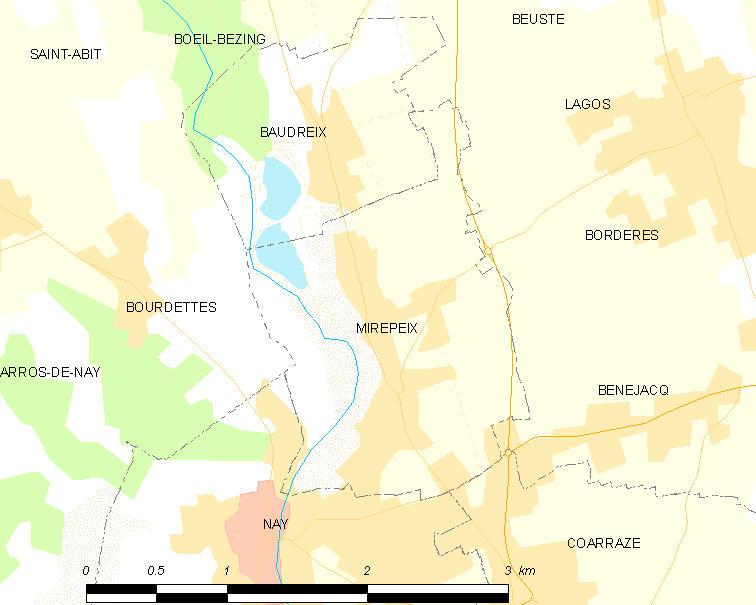
Карта коммуны

Коммуна расположена приблизительно в 670 км к югу от Парижа, в 185 км южнее Бордо, в 16 км к юго-востоку от По.
На западе коммуны протекает река Гав-де-По.

### Климат
Климат тёплый океанический. Зима мягкая, средняя температура января — от +5°С до +13°С, температуры ниже −10 °C бывают редко. Снег выпадает около 15 дней в году с ноября по апрель. Максимальная температура летом порядка 20-30 °C, выше 35 °C бывает очень редко. Количество осадков высокое, порядка 1100 мм в год. Характерна безветренная погода, сильные ветры очень редки.

## Население
Население коммуны на 2010 год составляло 1196 человек.
| 1962 | 1968 | 1975 | 1982 | 1990 | 1999 | 2010 |
| ---- | ---- | ---- | ---- | ---- | ---- | ---- |
| 752  | 756  | 766  | 886  | 921  | 963  | 1196 |

## Администрация
| Период | Период | Фамилия          | Партия                  | Примечания |
| ------ | ------ | ---------------- | ----------------------- | ---------- |
| 1977   | 1995   | Анри Пра         | Социалистическая партия | инженер    |
| 1995   | 2001   | Андре Сего       |                         |            |
| 2001   | 2008   | Жерар Тюрон-Лаго |                         |            |
| 2008   | 2020   | Стефан Вирто     | Социалистическая партия |            |

## Экономика
В 2010 году среди 741 человека трудоспособного возраста (15-64 лет) 566 были экономически активными, 175 — неактивными (показатель активности — 76,4 %, в 1999 году было 69,7 %). Из 566 активных жителей работали 509 человек (267 мужчин и 242 женщины), безработных было 57 (23 мужчины и 34 женщины). Среди 175 неактивных 54 человека были учениками или студентами, 83 — пенсионерами, 38 были неактивными по другим причинам.

## Достопримечательности
- Церковь Св. Орана (1845 год)[4]